# WACK & SCRAMBLES WORKS
『WACK & SCRAMBLES WORKS』（ワック・アンド・スクランブルズ・ワークス）は、WACK所属のアーティスト参加のコラボレーション・アルバム。2017年12月6日にavex traxから発売された。

## 概要
BiSH、BiS、GANG PARADE、EMPiREのマネジメントを行うWACKと、WACK所属アーティストらのサウンドプロデューサー松隈ケンタ率いるSCRAMBLESの設立3周年を記念して、WACK所属アーティスト全25名が参加したコラボレーション・アルバム。各グループの代表曲や松隈ケンタが中川翔子、柴咲コウなど外部アーティストに提供した楽曲をリアレンジし所属アーティストによるシャッフル・ユニットがカバー、新グループEMPiREの初音源など10曲が収められている。また、このCD発売を記念しWACK所属4グループ全25名のメンバーによるWACK総選挙「VOTE!!WACK!!」を開催。CDに封入されるシリアルを使い自分の応援するメンバーに投票する仕組みで、1位及び2位を獲得したメンバーはavex traxからソロデビューの権利が与えられることになった。この結果は、12月30日のニコニコ生放送で、「VOTE!!WACK!!」総選挙最終結果発表が生配信され、BiSHのセントチヒロ・チッチとアイナ・ジ・エンドが1位2位を獲得しソロデビューすることが発表された。オリコン週間アルバムチャートで15位を記録。CDは2形態で販売され、通常盤のほか、初回限定盤にはミュージックビデオ2曲入りのDVDが収録。

## リリース履歴
| 発売日        | レーベル  | 最高順位 | 販売形態 | 規格品番     | 備考                                     |
| ------------- | --------- | -------- | -------- | ------------ | ---------------------------------------- |
| 2017年12月6日 | avex trax | 15位     | CD       | AVCD-93765   | 通常盤                                   |
| 2017年12月6日 | avex trax | 15位     | CD+DVD   | AVCD-93764/B | 初回限定盤:写真集(50P)付・デジパック仕様 |

## 収録内容

### CD
| #            | 曲名                     | オリジナル   | 歌唱メンバー                                    | 歌唱メンバー                                     | 歌唱メンバー                                             | 歌唱メンバー                      | 時間  | 備考                                   |
| #            | 曲名                     | オリジナル   | BiS                                             | BiSH                                             | GANG PARADE                                              | EMPiRE                            | 時間  | 備考                                   |
| ------------ | ------------------------ | ------------ | ----------------------------------------------- | ------------------------------------------------ | -------------------------------------------------------- | --------------------------------- | ----- | -------------------------------------- |
| 1            | スパーク                 | BiSH         | beat mints boyz(松隈ケンタ×JxSxK)               | beat mints boyz(松隈ケンタ×JxSxK)                | beat mints boyz(松隈ケンタ×JxSxK)                        | beat mints boyz(松隈ケンタ×JxSxK) | 5:38  | プロデューサーによるユニット           |
| 2            | オーケストラ             | BiSH         | カミヤサキ ゴ・ジーラ ももらんど                | -                                                | ヤママチミキ ココ・パーティン・ココ アヤ・エイトプリンス | -                                 | 5:41  |                                        |
| 3            | gives                    | BiS          | -                                               | アイナ・ジ・エンド セントチヒロ・チッチ リンリン | キャン・マイカ ユイ・ガ・ドクソン テラシマユウカ         | -                                 | 4:39  |                                        |
| 4            | nerve                    | BiS          | 全員                                            | 全員                                             | 全員                                                     | 全員                              | 4:17  | 作詞：久保田洋司 / 作曲：miifuu        |
| 5            | Plastic 2 Mercy          | GANG PARADE  | キカ・フロント・フロンタール パン・ルナリーフィ | アイナ・ジ・エンド ハシヤスメ・アツコ アユニ・D  | -                                                        | -                                 | 4:42  |                                        |
| 6            | EMPiRE is COMiNG         | EMPiRE       | -                                               | -                                                | -                                                        | 全員                              | 3:29  | EMPiRE初音源                           |
| 7            | WACK is FXXK             | SAiNT SEX    | プー・ルイ カミヤサキ                           | アイナ・ジ・エンド アユニ・D                     | ユメノユア ヤママチミキ アヤ・エイトプリンス             | -                                 | 4:15  | シャッフルユニットによる既発シングル曲 |
| 8            | フライングヒューマノイド | 中川翔子     | プー・ルイ ペリ・ウブ                           | モモコグミカンパニー リンリン                    | ユメノユア ヤママチミキ                                  | -                                 | 4:34  |                                        |
| 9            | ラバソー 〜lover soul〜  | 柴咲コウ     | -                                               | セントチヒロ・チッチ                             | アヤ・エイトプリンス                                     | -                                 | 4:04  | 作詞：柴咲コウ                         |
| 10           | 屋上の空                 | Buzz72+      | -                                               | アイナ・ジ・エンド                               | -                                                        | -                                 | 5:03  | オリジナルメンバーの演奏               |
| 合計収録時間 | 合計収録時間             | 合計収録時間 | 合計収録時間                                    | 合計収録時間                                     | 合計収録時間                                             | 合計収録時間                      | 46:26 |                                        |

### DVD
1. スパーク / beat mints boyz（Music Video）
2. WACK is FXXK / SAiNT SEX（Music Video）

## 参加メンバー
所属グループは発売当時のもの
- BiS
  - プー・ルイ - ボーカル（#04、#07、#08）
  - キカ・フロント・フロンタール - ボーカル（#04、#05）
  - ゴ・ジーラ - ボーカル（#02、#04）
  - ペリ・ウブ - ボーカル（#04、#08）
  - カミヤサキ - ボーカル（#02、#04、#07）、作詞（#05）
  - パン・ルナリーフィ - ボーカル（#04、#05）
  - ももらんど - ボーカル（#02、#04）
- BiSH
  - アイナ・ジ・エンド - ボーカル（#03、#04、#05、#07、#10）
  - セントチヒロ・チッチ - ボーカル（#03、#04、#09）
  - モモコグミカンパニー - ボーカル（#04、#08）
  - ハシヤスメ・アツコ - ボーカル（#04、#05）
  - リンリン - ボーカル（#03、#04、#08）
  - アユニ・D - ボーカル（#04、#05、#07）
- GANG PARADE
  - ヤママチミキ - ボーカル（#02、#04、#07、#08）
  - ユメノユア - ボーカル（#04、#07、#08）
  - キャン・マイカ - ボーカル（#03、#04）
  - ココ・パーティン・ココ - ボーカル（#02、#04）
  - テラシマユウカ - ボーカル（#03、#04）
  - ユイ・ガ・ドクソン - ボーカル（#03、#04）
  - アヤ・エイトプリンス - ボーカル（#02、#04、#07、#09）
- EMPiRE
  - YUKA EMPiRE - ボーカル（#04、#06）
  - YU-Ki EMPiRE - ボーカル（#04、#06）
  - MiDORiKO EMPiRE - ボーカル（#04、#06）
  - MAYU EMPiRE - ボーカル（#04、#06）
  - YUiNA EMPiRE - ボーカル（#04、#06）
- JxSxK(渡辺淳之介) - ボーカル（#1）、作詞（#01、#02、#03、#06、#07）
- 松隈ケンタ - ボーカル（#1）、作詞（#02、#03、#06、#07、#08、#10）、作曲（#04除く全曲）